# Corinna Herr
Corinna Herr (* 1965) ist eine deutsche Musikwissenschaftlerin.

## Leben
Corinna Herr absolvierte zunächst eine Ausbildung zur Buchhändlerin. Von 1989 bis 1995 studierte sie Musikwissenschaft, Komparatistik und Philosophie an der Ruhr-Universität Bochum mit Abschluss als Magistra Artium. Während dieser Zeit erfolgte 1990/91 ein Studienaufenthalt am King’s College London. Parallel dazu studierte sie außerdem privat Gesang. Nach der Promotion 2000 zur Dr. phil. an der Universität Bremen leitete sie von 2003 bis 2006 das von der Deutschen Forschungsgemeinschaft geförderte Projekt „Kastraten in der Musikgeschichte“. Als Studienleiterin des Bereichs „Musik und Theater“ war sie von 2008 bis 2011 an der Katholischen Akademie Schwerte tätig.
Nach ihrer Habilitation 2009 an der Ruhr-Universität Bochum übernahm Herr von 2010 bis 2014 einen Lehrauftrag an der Robert Schumann Hochschule Düsseldorf. In den Jahren 2011 bis 2017 vertrat sie Professuren an der Universität des Saarlandes (Historische Aufführungspraxis), der Universität Bayreuth und der Musikhochschule Köln (Musikwissenschaft) und übernahm eine Gastprofessur an der Humboldt-Universität zu Berlin (Musiksoziologie und historische Anthropologie der Musik). Anschließend folgten Lehraufträge an der Musikhochschule Stuttgart und der Folkwang Universität und am gemeinschaftlichen musikwissenschaftlichen Seminar der Musikhochschule Detmold und der Universität Paderborn. 
Herr ist seit 2020 Professorin für Musikwissenschaft am Institut für Musikwissenschaft und Musikpädagogik an der Universität Koblenz.

## Forschungsschwerpunkte
Zu den Forschungsschwerpunkte zählen Rolle und Funktionen von Musik in der digitalen Kultur, Digital Anthropology, Gender, Social und Cultural Studies in der Musikwissenschaft, Oper und Musiktheater von Monteverdi bis Mundry, Geschichte, Theorie und Ästhetik der Singstimme, historisch informierte Aufführungspraxis, Historiographie des Kunstwerks seit der Mitte des 20. Jahrhunderts (auch im Kontext von HIP und Neuer Musik) und populäre Musik, vor allem ihre Soziologie und Performance.

## Schriften (Auswahl)

### Als Autorin
- Medeas Zorn. Eine 'starke Frau' in Opern des 17. und 18. Jahrhunderts. Zugl. Dissertation. Centaurus, Herbolzheim 2000, ISBN 978-3-8255-0299-7.
- Gesang gegen die ‚Ordnung der Natur’? Kastraten und Falsettisten in der Musikgeschichte. Zugl. überarb. Version der Habilitationsschrift 2009. Bärenreiter, Kassel u. a. 2013, ISBN 978-3-7618-2187-9.
- „Pop-Appeal“ oder mehr? Klassische Musik bei YouTube. In: Musiktheorie. Zeitschrift für Musikwissenschaft. 33/4, 2018, S. 319–331.
- Classical musicians on YouTube: performance practices in the digital age. In: David Hurwitz, Pedro Ordóñez Eslava (Hrsg.): Music in the Disruptive Era. Brepols, Turnhout 2022, S. 44–62.

### Als Herausgeberin
- mit Monika Woitas: Musik mit Methode: Neue kulturwissenschaftliche Perspektiven. Böhlau, Köln/Weimar 2006, ISBN 3-412-00106-6.
- mit Herbert Seifert, Andrea Sommer-Mathis, Reinhard Strohm: Italian Opera in Central Europe 1614–1780. Vol. 2: Italianità: Image and Practice. BWV, Berlin 2008, ISBN 978-3-8305-1537-1.
- mit Norbert Dubowy, Alina Żórawska-Witkowska: Italian Opera in Central Europe 1614–1780. Vol. 3: Opera Subjects and European Relationships. BWV, Berlin 2007, ISBN 978-3-8305-1430-5.
- mit Arnold Jacobshagen, Kai Wessel: Der Countertenor. Die männliche Falsettstimme vom Mittelalter zur Gegenwart. Schott, Mainz 2012, ISBN 978-3-7957-0793-4.
- mit Arnold Jacobshagen, Thomas Seedorf: Der Tenor. Mythos – Geschichte – Gegenwart. Königshausen & Neumann, Würzburg 2017, ISBN 978-3-8260-6204-9.